# WWF North American Heavyweight Championship
El WWF North American Heavyweight Championship fue un campeonato de lucha libre profesional en la empresa World Wrestling Federation, entre los años 1979 y 1981.
Este campeonato es considerado el antecesor al WWE Intercontinental Championship, después de que a Pat Patterson se le entregara el Intercontinental Championship como consecuencia de haber unificado el North American Championship con el ficticio South American Championship luego de haber ganado un torneo en Brasil que nunca existió.

## Campeones
El Campeonato Peso Pesado de Norteamérica de la WWF fue uno de los títulos defendidos por la entonces World Wrestling Federation (WWF) en 1979 hasta su abandono en 1981. El campeón inaugural fue Ted DiBiase, dejando 3 distintos campeones oficiales, repartidos en 3 reinados en total. El título tuvo una corta duración de aproximadamente 2 años, dejando también una corta historia en cuanto a campeones se refiere.

### Lista de campeones
|   | Luchador        | N.º | Fecha                  | Días | Lugar                  | Notas y referencias                                                |
| - | --------------- | --- | ---------------------- | ---- | ---------------------- | ------------------------------------------------------------------ |
| 1 | Ted DiBiase     | 1   | 13 de febrero de 1979  | 126  | Allentown, Pensilvania | Fue premiado con el título tras haber firmado contrato con la WWF. |
| 2 | Seiji Sakaguchi | 1   | 19 de junio de 1979    | 532  | Allentown, Pensilvania |                                                                    |
| 3 | Pat Patterson   | 1   | 8 de noviembre de 1979 | 158  | Otaru, Hokkaidō        |                                                                    |
| — | Abandonado      | —   | 23 de abril de 1981    | —    |                        | Cuando la WWF abandonó el título.                                  |

### Total de días con el título
| N.º | Campeones       | Reinados | Total de días |
| --- | --------------- | -------- | ------------- |
| 1   | Seiji Sakaguchi | 1        | 532           |
| 2   | Pat Patterson   | 1        | 158           |
| 3   | Ted DiBiase     | 1        | 126           |